# Роза Розенберг
Роза Розенберг-Серякова е българска оперна и оперетна актриса.
В ранните си години Роза участва в хор „Детска китка“ във Варна, диригент ѝ е Димо Бойчев през 1908 г. Като ученичка от Варненската девическа гимназия участва заедно с Мара Тотева в операта „Вълшебният кладенец“ от Бордес през 1914 г; постановката е в залата на кино „Ранков“, режисирана е от Иван Стефанов, диригент е Александър Кръстев.
През 1922 г. е основан „Кооперативен оперен театър“ и Роза Розенберг е поканена в трупата му.